# Улица Владимира Ермака
Улица Владимира Ермака — улица в Центральном районе Минска.

## История
Названа в честь Владимира Ивановича Ермака (1924—1943), советского воина, Героя Советского Союза.
Прежнее название — улица Молодёжная, прежнее название переулка Ермака — улица Кольцевая.

## Описание
Находится недалеко от МКАД.
От улицы идут:
- Переулок
  - Ермака[5]
  - Заречанский
- Улицы
  - Янтарная
  - Шумилинская

Пересекает улицы:
- Рябинницкая